# Ponta Praião
A Ponta Praião é uma formação geológica costeira de São Tomé e Príncipe, localizado na ilha de São Tomé, a Este da província de Cantagalo. Este acidente geológico localiza-se entre a Praia das Pombas e a Praia de Algés. 